# Прогресс МС-17
Прогресс МС-17 — космический транспортный грузовой корабль (ТГК) серии «Прогресс», запуск которого состоялся 29 июня 2021 года в 23:27 UTC со стартового комплекса космодрома Байконур по программе 78-й миссии снабжения Международной космической станции.

## Стыковка с МКС
Сближение с орбитальным комплексом выполнялось по двухсуточной схеме. Процесс стыковки к модулю «Поиск» проходил под контролем Центра управления полётами и российских космонавтов Олега Новицкого и Петра Дуброва.

## Груз
Корабль доставил на МКС 470 кг топлива дозаправки, 420 литров питьевой воды в баках системы «Родник», 40 кг воздуха и кислорода в баллонах, а также 1509 кг оборудования и грузов, среди которых:
- ресурсная аппаратура бортовых систем жизнеобеспечения;
- укладки для проведения космических экспериментов;
- санитарно-гигиенические материалы;
- предметы одежды, рационы питания.

## Отстыковка проставки на СУ гермоадаптера «Наука»
Модуль «Наука», который прилетел на МКС в июле 2021 года, имеет на гермоадаптере стыковочный узел (СУ) ССВП-М (имеет 12 замков), на котором установлена проставка (временный переходник) на тип СУ ССВП (имеет 8 замков), позволяющая причаливать к нему пилотируемому кораблю «Союз» или грузовому «Прогресс». Однако, эта проставка не позволила бы стыковать к «Науке» узловой модуль «Причал».
Поэтому, были проведены следующие операции:
- 20 октября в 23:44 UTC, «Прогресс МС-17» отстыковался и отошёл от станции на 185 километров;
- 22 октября в 04:21 UTC пристыковался на эту временную проставку[3];
- 25 ноября в 11:22 UTC (после успешного запуска модуля «Причал» — 24 ноября 2021 года), «Прогресс МС-17» отстыковал и увёз эту проставку с собой. Таким образом, тип стыковочного узла на гермоадаптере модуля «Наука» поменялся с ССВП на ССВП-М, что позволяет пристыковать к модулю «Наука» новый узловой модуль «Причал»[4].

## Сведение с орбиты и затопление
25 ноября 2021 года корабль был сведён с орбиты через 4 час после расстыковки с МКС. Затем, в 14:34 UTC был включен двигатель на торможение, а в 15:17 UTC фрагменты корабля упали на «кладбище космических кораблей» в несудоходном районе южной части Тихого океана, в 1,8 тыс. км от города Веллингтона и 7,7 тыс. км от города Сантьяго.